# Yūki Kobayashi (Fußballspieler, 1988)
Yūki Kobayashi (japanisch 小林 裕紀 Kobayashi Yūki; * 18. Oktober 1988 in der Präfektur Kanagawa) ist ein japanischer Fußballspieler.

## Karriere
Kobayashi erlernte das Fußballspielen in der Jugendmannschaft von Tokyo Verdy und der Universitätsmannschaft der Meiji-Universität. Seinen ersten Vertrag unterschrieb er 2011 bei Júbilo Iwata. Der Verein spielte in der höchsten Liga des Landes, der J1 League. Für den Verein absolvierte er 96 Erstligaspiele. 2014 wechselte er zum Ligakonkurrenten Albirex Niigata. Für den Verein absolvierte er 75 Erstligaspiele. 2017 wechselte er zum Zweitligisten Nagoya Grampus. Am Ende der Saison 2017 stieg der Verein in die erste Liga auf. Für den Verein absolvierte er 63 Ligaspiele. Im August 2019 wechselte er zum Ligakonkurrenten Ōita Trinita. Am Saisonende 2021 belegte er mit Ōita den achtzehnten Tabellenplatz und musste in die zweite Liga absteigen.